# Tooreen
Tooreen (irisch An Tuairín –  deutsch „Kleine Weide“) ist ein Ort an der Straße N83 im Nire Valley, in der Gemeinde Seskinan im County Waterford in Irland, der sich in die Townlands Tooreen East (An Tuairín Thoir), Tooreenmountain (Sliabh an Tuairín) und Tooreen West (An Tuairín Thiar) gliedert. An den Hängen im Tal des Nire finden sich archäologische Reste. Es gibt mehrere Fulacht fiadh, alte Feldsysteme, Siedlungen und einige bronzezeitliche Barrows, von denen einer eine Steinkiste enthielt.
In Tooreen West liegt ein kleiner Steinkreis (englisch Stone circle), der auch als Randsteinkreis eines ausgegangenen Hügels beschrieben wurde. Er befindet sich auf einer kleinen Lichtung im Nadelwald, hat etwa 6,0 m Durchmesser und besteht aus 11 zwischen 0,2 und 0,65 m hohen Steinen aus Konglomerat. Die meisten Steine befinden sich in situ, einige sind umgefallen. Steinkreise sind während der späten Bronzezeit für rituelle oder zeremonielle Zwecke genutzt worden und im County Waterford relativ selten.
In der Nähe liegt eine Steinreihe (englisch Alignment). Steinreihen stammen aus dem Spätneolithikum oder der frühen Bronzezeit. Die Reihe ist in einigen Quellen mit drei und in anderen mit vier Steinen beschrieben. Die etwa 5,5 m lange, Nordwest-Südost orientierte Reihe hat eine Höhe von etwa einem halben bis knapp über einem Meter. Aufgrund ihrer Nähe zum Steinkreis ist es wahrscheinlich, dass die Anlagen in irgendeiner Weise verbunden sind.